# ランゲル
ランゲル（Wrangel）は、アメリカ合衆国アラスカ州の都市である。人口は2,127人（2020年）。市かつ郡でもある市郡である。スティーキン川河口にあり、水運の要所である。
市名はロシアの探検家フェルディナント・フォン・ウランゲルに由来し、ランゲルはウランゲルの英語読みである。彼にちなんだランゲルやウランゲルといった地名が各所にあるが、互いの関連は薄い。

## 歴史

### 初期
アラスカで最も古い入植地の1つである。
- 1811年、この地にロシア人がやってきて、毛皮取引を始めた。
- 1834年、ロシア帝国から派遣されたフェルディナント・フォン・ウランゲルが、ストッケード（柵で囲まれた砦）を建設した。
- 1839年、イギリスのハドソン湾会社が砦を租借し、ストカイン 砦(Fort Stikine) と名づけた。
- 1867年、ロシア領アメリカ（のちのアラスカ州）がアメリカ合衆国へ売却されたことにともない、アメリカ領となった。1868年にはランゲル砦 (Fort Wrangel) が建設された。

### 郡制
- 2008年に郡制が施行されるまでは郡としての自治権がない非自治郡 (Unorganized Borough) の一部であり、国勢調査局の統計上はランゲル・ピーターズバーグ国勢調査地域に含まれていた。

ランゲルの郡制施行により、ランゲル・ピーターズバーグ国勢調査地域の残りの部分はピーターズバーグ国勢調査地域となった。

## 経済
林業・毛皮・漁業などの産品の加工工業および輸出が盛んである。
かつてはスティーキン川上流にあるカナダユーコン準州の外港として栄えた。
1968年には、ランゲルにあった製材会社 Alaska Wood Products（略称AWP）を日本のアラスカパルプが買収。日本向け木材輸出の足掛かりとなったが、徐々にアメリカ国有林内の伐採規制が厳しくなり、1993年には製材工場が休止状態に追い込まれて閉鎖された。

## 姉妹都市･提携都市

### 姉妹都市
- 能代市（日本国 秋田県）
1960年（昭和35年）12月16日 姉妹都市提携。